# 航海士大冒險
《航海士大冒險》是筒井大志創作的日本漫畫作品，日本月刊Comic BLADE連載，Mag Garden出版社發售。

## 故事簡介
這世界上分布著各種不同的島，這就是我們所說的「HOME」。每個「HOME」都有各自獨立的文化和歷史，另外也有「人」以外的種族握有主權的「HOME」。單是目前所知道的，全世界已經有百個以上的「HOME」！負責發現、調查和探索這些「HOME」的專家，就是「航務員」！從小生活在未開發「HOME」的美緒，為了要找到讓自己興奮的事物，決定加入航務員的行列，但是……。

## 登場人物

### 主要人物
美緒·魯納卡坦
誕生日：3月30日(牧羊座)
血型：O型
JINX能力:圖南鵬翼
本故事的主角。為了環遊世界而前往航務員學校就讀。雖然還沒發現具有JINX能力，不過運動能力過人。
莉卡·席恩斯
誕生日：5月6日(金牛座)
血型：B型
JINX能力:畫龍點晴
崇拜莎拉的優秀航務員見習生。在養成學校是美緒的第一個朋友。對於繪畫能力有絕對的自信，具有將所畫的東西加以具體化的能力。
莎拉·莉莎迪
誕生日：6月25日(巨蟹座)
血型：A型
JINX能力:朝顏花一時
帶著美緒去看世界的航務員。暗戀養育美緒的父親雷基，不過希望很渺茫。與植物心靈相同，能夠借用他們的力量。
多爾切·哈根
誕生日：2月15日(水瓶座)
血型：B型
JINX能力:怒髮衝天
一旦頭髮受到傷害就會變了個人，有點危險的航務員見習生。莉卡的兒時玩伴。能夠自由控制頭髮的JINX能力者。
艾吉·賽文戴特
誕生日：1月17日(魔羯座)
血型：O型
JINX能力:夏日和人心
想跟全世界的女孩邂逅而成為航務員見習生的少年。能夠自由控制天候，只要有他在船上就不會遇上暴風雨。
楊·哈格納
誕生日：6月10日(雙子座)
血型：AB型
JINX能力:明鏡止水
航務員之一。雖然號稱是航務員當中少數能力特別優秀的人，不過能力仍是未知數。
葛立夫·漢格
誕生日：5月28日(雙子座)
血型：O型
JINX能力:星火燎原
面對激烈場面會燃起鬥志的男子漢航務員。雖然把楊當作是競爭對手，不過目前還沒贏過。具有控制火的能力。
迦里歐雷·迦力雷
誕生日：2月15日(水瓶座)
血型：不明
JINX能力:心心相印
多爾切的師父，法斯納族的航海員。具有航務員當中首屆一指的駕船技術。此外，他還可以透過跟自己很像的布偶進行遠距離通訊。
卡居·凱斯
誕生日：8月5日(獅子座)
血型：AB型
JINX能力:自家藥籠中物

### 航務員協會
蘿蒂·希特魯萊伊
誕生日：6月1日(雙子座)
血型：AB型
JINX能力:滿漢全席
薩格拉
JINX能力:石部金吉鐵兜
米蒂

莎拉·莉莎迪

楊·哈格納

葛立夫·漢格

迦里歐雷·迦力雷

### VEGA海盜團
大吉嶺·貝卡
JINX能力:天地一竿
法妮·卡普雷
JINX能力:旁觀者清

### 尼爾瓦納家族
尼爾瓦納
誕生日:4月5日(牧羊座)
血型:B型
JINX能力:天地神明
貝爾塔·瑪麗亞諾
誕生日:3月5日(雙魚座)
血型:A型
JINX能力:閉月羞花
布拉提諾
JINX能力:活殺自在
歐柯
JINX能力:百鬼夜行
阿爾基米斯特
JINX能力:改天換地
克拉斯托羅
JINX能力:屋下屋架
拉瑪
JINX能力:妖刀
馮·迪納
JINX能力:百發百中
楊·哈格納

### 魯納卡坦號相關
雷基·魯納卡坦
誕生日:3月18日(雙魚座)
血型:O型
JINX能力:蝴蝶之夢
里緒·魯納卡坦

蘿蒂·希特魯萊伊

尼爾瓦納

### 其他
卡娜莉·歐·香布爾

里普雷·莉耶布雷

米姆·艾留西恩

蘭·姆珊

麻衣·姆珊

瑪莉蓮·喬摩斯

## 外部連結
- 筒井大志のまったりブログ （页面存档备份，存于）（日語）